# Andrea Hohl
Andrea Hohl (* 31. Dezember 1975 in Satu Mare, Sozialistische Republik Rumänien) ist eine ehemalige deutsche Basketballspielerin.

## Laufbahn
Die in Rumänien geborene 1,70 Meter große Aufbauspielerin bestritt zwischen 1993 und 2001 132 A-Länderspiele für Deutschland. 1997 gewann sie mit der Nationalmannschaft Bronze bei der Europameisterschaft und war an diesem Erfolg im Turnierverlauf mit Mittelwerten von 9,6 Punkten sowie 4,2 Korbvorlagen beteiligt. Darüber hinaus nahm sie auch mit der deutschen Auswahlmannschaft auch an den EM-Turnieren 1995 und 1999 sowie an der Weltmeisterschaft im eigenen Land 1998 teil. Bei der WM zog sie sich im Spiel gegen die Slowakei einen Kreuzbandriss zu.
Auf Vereinsebene spielte sie beim Osnabrücker SC, mit dem sie 1989 den Aufstieg in die Damen-Bundesliga schaffte. Sie bestritt mit dem OSC Europapokalspiele im Ronchetti Cup. 1998 wurde sie mit Osnabrück deutscher Vizemeister und verließ den Verein anschließend. Sie wechselte zu Goldzack Wuppertal, wo sie von 1998 bis 2000 spielte und in den Spielzeiten 1998/99 sowie 1999/2000 jeweils deutscher Meister wurde. Mit Wuppertal trat sie auch in der Euroleague an, ehe sie 2000 zur Spielvereinigung Halchter/Linden ging, die 2001 in BC Wolfenbüttel umbenannt wurde.
2003 stieg sie mit Wolfenbüttel aus der Bundesliga ab. 2004 wechselte Hohl zum Bundesligisten BG Rentrop Bonn, nachdem sie im Vorjahr pausiert hatte.
Beruflich wurde Hohl als Ökotrophologin in der Pharmaindustrie tätig.